# Своп на совокупный доход
Своп на совокупный доход (англ. total return swap, TRS) — производный финансовый инструмент (контракт), который передает как кредитный риск, так и рыночный риск базового актива.

## Структура
Своп на совокупный доход представляет собой соглашение, в котором одна сторона производит платежи на основе установленной ставки, фиксированной или переменной, в то время как другая сторона производит платежи на основе возврата базового актива, который включает в себя как доход, который он генерирует, так и любой прирост капитала. В свопах с полной доходностью базовым активом, называемым эталонным активом, обычно является акции или облигации. Он принадлежат стороне, получающей платеж по установленной ставке. Свопы с общей доходностью позволяют стороне, получающей общую доходность, получить риск и выгоду от эталонного актива без фактической необходимости владеть им. Эти свопы популярны среди хедж-фондов, потому что они получают выгоду от большого риска с минимальными денежными затратами.

## Риски
При использовании свопа на совокупный доход инвестиционный банк может купить активы для хедж-фонда, который платит ему в соответствии с установленной ставкой. Таким образом, хедж-фонд может оставаться анонимным, поскольку владельцем ценных бумаг является инвестиционный банк. Если стоимость активов значительно падает, и хедж-фонд не может предоставить больше обеспечения по маржинальному требованию банка, инвестиционный банк может продать активы.

### CSX Corporation vs The Children’s Investment
Хедж-фонды пытались использовать свопы на совокупный доход, чтобы обойти требования к публичному раскрытию информации, принятые в соответствии с законом Уильямса. Так в деле CSX Corporation против The Children's Investment Fund Management, TCI утверждала, что она не является бенефициарным владельцем акций, на которые взяла свопы на совокупный доход, и поэтому наличие свопов не требовало от TCI публичного раскрытия информации о том, что она приобрела долю более 5 % в CSX. Федеральный окружной суд США отклонил этот аргумент и запретил TCI впредь нарушать раздел 13(d) закона о ценных бумагах 1934 года.

### Archegos Capital Management
В 2021 году семейный офис Билла Хвана Archegos Capital Management имел большие позиции по ряду компаний, используя свопы на совокупный доход, которые предоставляли брокеры в США. Это дало возможность Archegos не раскрывать свои позиции в нормативных документах, поскольку они находились на балансах банков. После того как в конце марта 2021 акции ViacomCBS и некоторых других компаний упали, фонд начал нести убытки, а денежных средств компании уже не хватало для покрытия своих позиций, брокеры, согласно процедуре маржинального кредитования, потребовали довнести обеспечение. Когда этого не произошло, последовали принудительные продажи этих акций со стороны брокеров, что привело к ускоренному снижению котировок, так как каждый брокер спешил сократить уже свои убытки.
26 марта 2021 года Morgan Stanley, Goldman Sachs и Deutsche Bank быстро избавились от крупных пакетов акций ViacomCBS, Discovery, Inc., а также китайских Baidu, Tencent Music и других компаний, а объём продаж приблизился к $30 млрд. Goldman Sachs продали бумаги на сумму $10,5 млрд, Morgan Stanley — на $8 млрд. 29 марта распродажи акций продолжились. Большую часть продаж совершил Wells Fargo. Банк реализовал пять пакетов акций в сумме на $2,14 млрд: ViacomCBS — 18 млн акций по $48 за штуку; Baidu — 2,8 млн депозитарных расписок по $198 за бумагу; Farfetch, онлайн-платформы для продажи люксовой одежды в розницу — 5 млн акций по $47 за штуку; Vipshop — 12 млн депозитарных расписок по $28,5 за штуку; Iqiyi, китайской видеоплатформы — 8,5 млн депозитарных расписок по $16,5 за бумагу. Около 20 млн акций ипотечной компании Rocket Cos выбросил на рынок Morgan Stanley за $0,5 млрд. Credit Suisse и Nomura также сообщили, что закрывают значительные позиции.
За неделю цена акций ViacomCBS снизилась на 46 %, Discovery — на 50 %, Tencent Music — на 34 %, Baidu — на 19 %. Совокупная капитализация компаний, акции которых распродавались 26 и 29 марта, упала на $35 млрд.
Credit Suisse в итоге потерпел убытки на $4,7 млрд и решил ужесточить условия финансирования, которые он предоставляет хедж-фондам и семейным офисам. Банк перешел от статической маржи к динамической. После этого компанию покинули генеральный директор инвестиционного подразделения Брайан Чин и директор по управлению рисками Лара Уорне. Последствиями краха Archegos Capital Management стало и то, что Credit Suisse сократил дивиденды за 2020 год и приостановил обратный выкуп акций до восстановления ключевого показателя прочности капитала.
Archegos никогда не подавал отчет по форме 13F о своих активах, который каждый инвестиционный менеджер, владеющий акциями США на сумму более $100 млн, должен заполнять в конце каждого квартала. Комиссия по ценным бумагам и биржам США (SEC) начала расследование причин банкротства фонда Archegos. Регулятор вызвал для беседы представителей Credit Suisse, Nomura, Goldman Sachs и Morgan Stanley. Также Управление США по контролю в финансовой индустрии (FINRA) и британское Управление по финансовому надзору (FCA) начали собирать информацию у банкиров и брокеров.